# KOKORO Magic “A to Z”
- ラブライブ! > ラブライブ!サンシャイン!! > Aqours > KOKORO Magic “A to Z”

「KOKORO Magic “A to Z”」（こころマジックエートゥーズィー）は、Aqoursの楽曲。2019年10月30日にLantisから発売された。

## 概要
前作「未体験HORIZON」から約1ヶ月でのリリース。
表題曲「KOKORO Magic “A to Z”」は、2019年リリースのスマートフォン向けゲーム『ラブライブ! スクールアイドルフェスティバル ALL STARS』のコラボソング。アラビアンテイストのオリエンタルナンバーとなっており、それに合わせてベリーダンスの衣装となっている。サビパートではタージ・マハルを模した中東風のステージが使用されている。
CDには、「KOKORO Magic “A to Z”」のCGアニメーションPVが収録されたBD同梱盤と、DVD同梱盤の2形態で発売され、初回生産分には、プロフィールカード（全9種）がランダムで1枚、『スクスタ』で使用できるシリアルコード（全6種）がランダムで1枚封入されている。

## 収録曲
- CD

1. KOKORO Magic “A to Z”
  - 作詞：畑亜貴　作曲・編曲：EFFY
  - 『ラブライブ！スクールアイドルフェスティバルALL STARS』コラボレーションソング
2. Wake up, Challenger!!
  - 作詞：畑亜貴　作曲・編曲：河田貴央
3. KOKORO Magic “A to Z”（Off Vocal）
4. Wake up, Challenger!!（Off Vocal）

- BD/DVD

1. KOKORO Magic “A to Z” CGアニメーションPV